# Муковнино
Муковнино — деревня в Чеховском районе Московской области, в составе муниципального образования сельское поселение Стремиловское (до 28 февраля 2005 года входила в состав Стремиловского сельского округа), деревня связана автобусным сообщением с райцентром и соседними населёнными пунктами.

## Население
| 2002 | 2006 | 2010 |
| ---- | ---- | ---- |
| 3    | ↘2   | ↘1   |

## География
Муковнино расположено примерно в 24 км на запад от Чехова, на левом берегу реки Нара, у границы с Жуковским районом Калужской области, высота центра деревни над уровнем моря — 147 м. На 2016 год в Муковнино зарегистрировано 1 садовое товарищество.